# Список пресмыкающихся Ирландии
Список пресмыкающихся Ирландии
В Ирландии распространён один аборигенный вид ящериц, еще один является интродуцированным; змей нет; у побережья встречается пять видов морских черепах. 

## ОтрядЧерепахи(Testudines)
- Семейство Морские черепахи (Chelonidae)
  - Род Зелёные, или Суповые черепахи (Chelonia)
    - Вид Зелёная, или Суповая черепаха (Chelonia mydas);

  - Род Биссы (Eretmochelys)[1]
    - Вид Бисса (Eretmochelys imbricata);

  - Род Ридлеи, или Оливковые черепахи (Lepidochelys)
    - Вид Атлантическая ридлея (Lepidochelys kempii);

  - Род Логгерхеды, или Головастые черепахи (Carreta)[1]
    - Вид Логгерхед, или головастая черепаха (Caretta caretta);

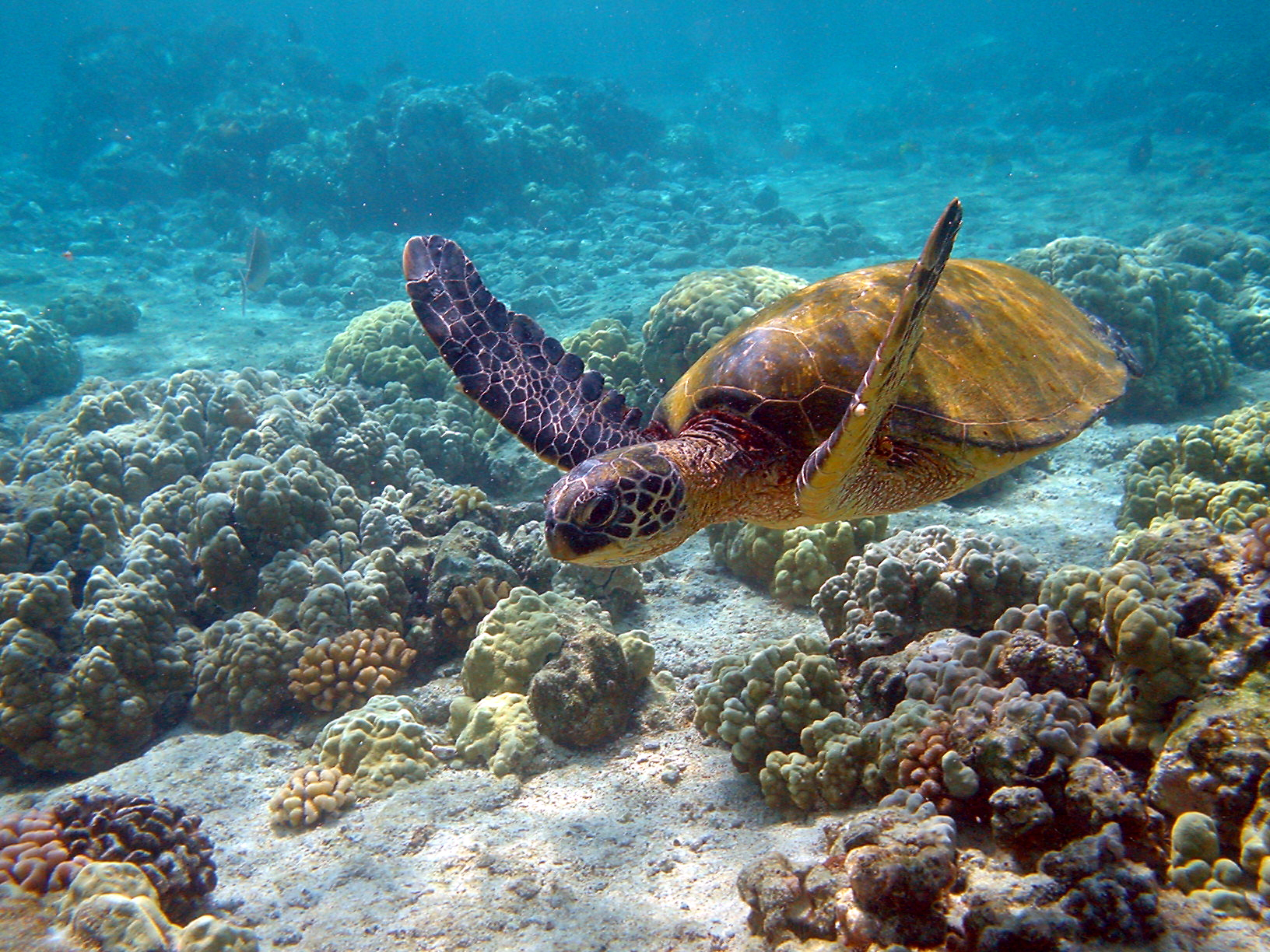
Зелёная, или Суповая черепаха
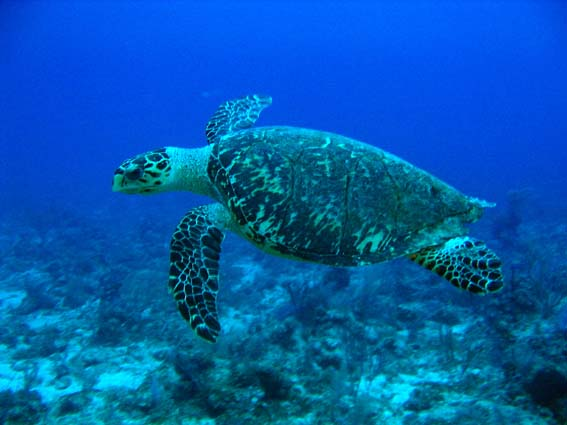
Бисса
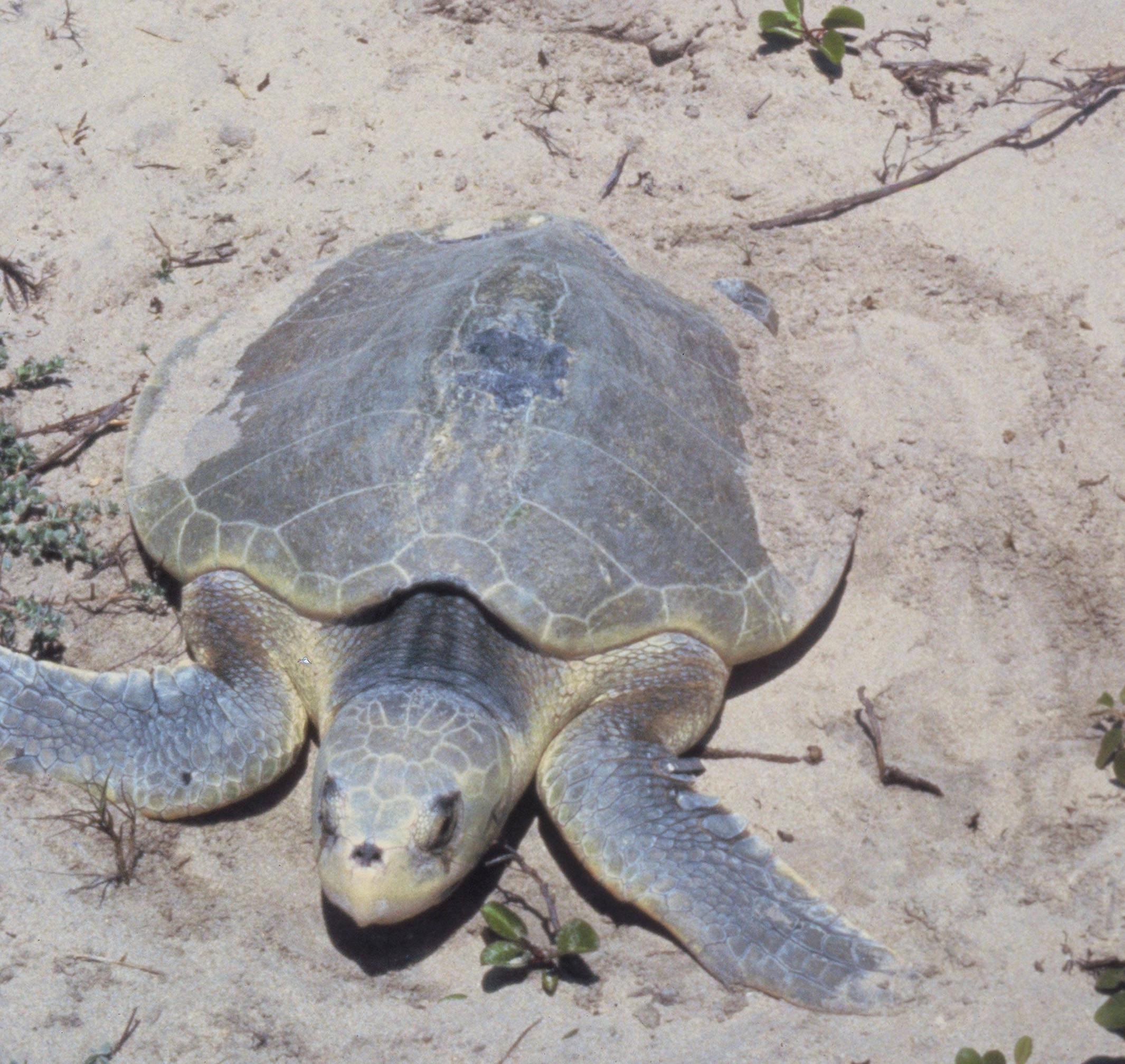
Атлантическая ридлея
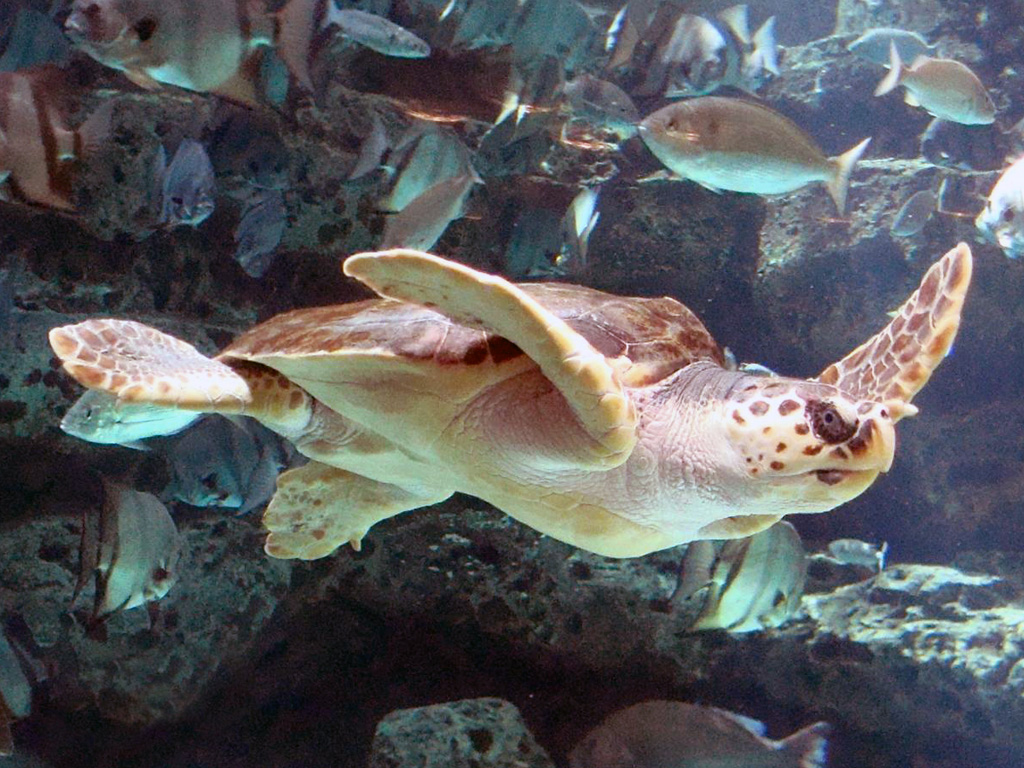
Логгерхед

- Семейство Кожистые черепахи (Dermochelyidae)[2]
  - Род Кожистые черепахи (Dermochelys)[1]
    - Вид Кожистая черепаха (Dermochelys coriacea);

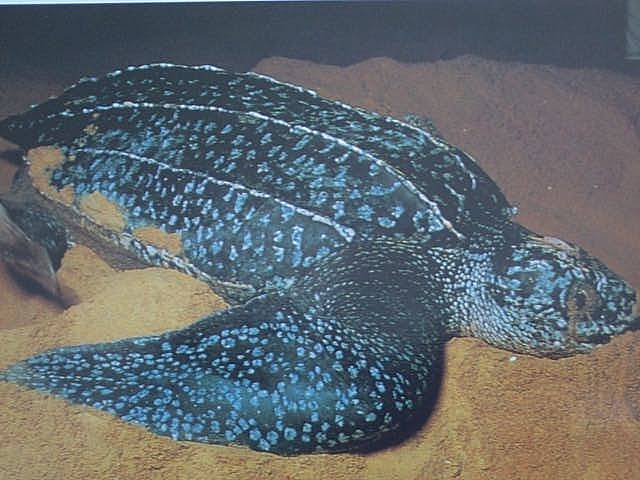
Кожистая черепаха

## ОтрядЯщерицы(Sauria)
- Семейство Веретенициевые (Anguidae)
  - Род Веретеницы (Anguis)
    - Вид Веретеница ломкая или Медяница (Anguis fragilis); встречается только в районе Буррен, интродуцированный вид[3];

- Семейство Настоящие ящерицы (Lacertidae)
  - Род Лесные ящерицы (Zootoca)[1]
    - Вид Живородящая ящерица (Zootoca vivipara);

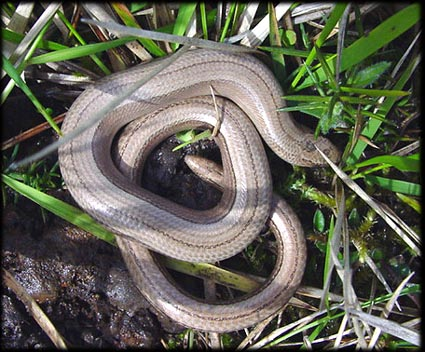
Веретеница ломкая
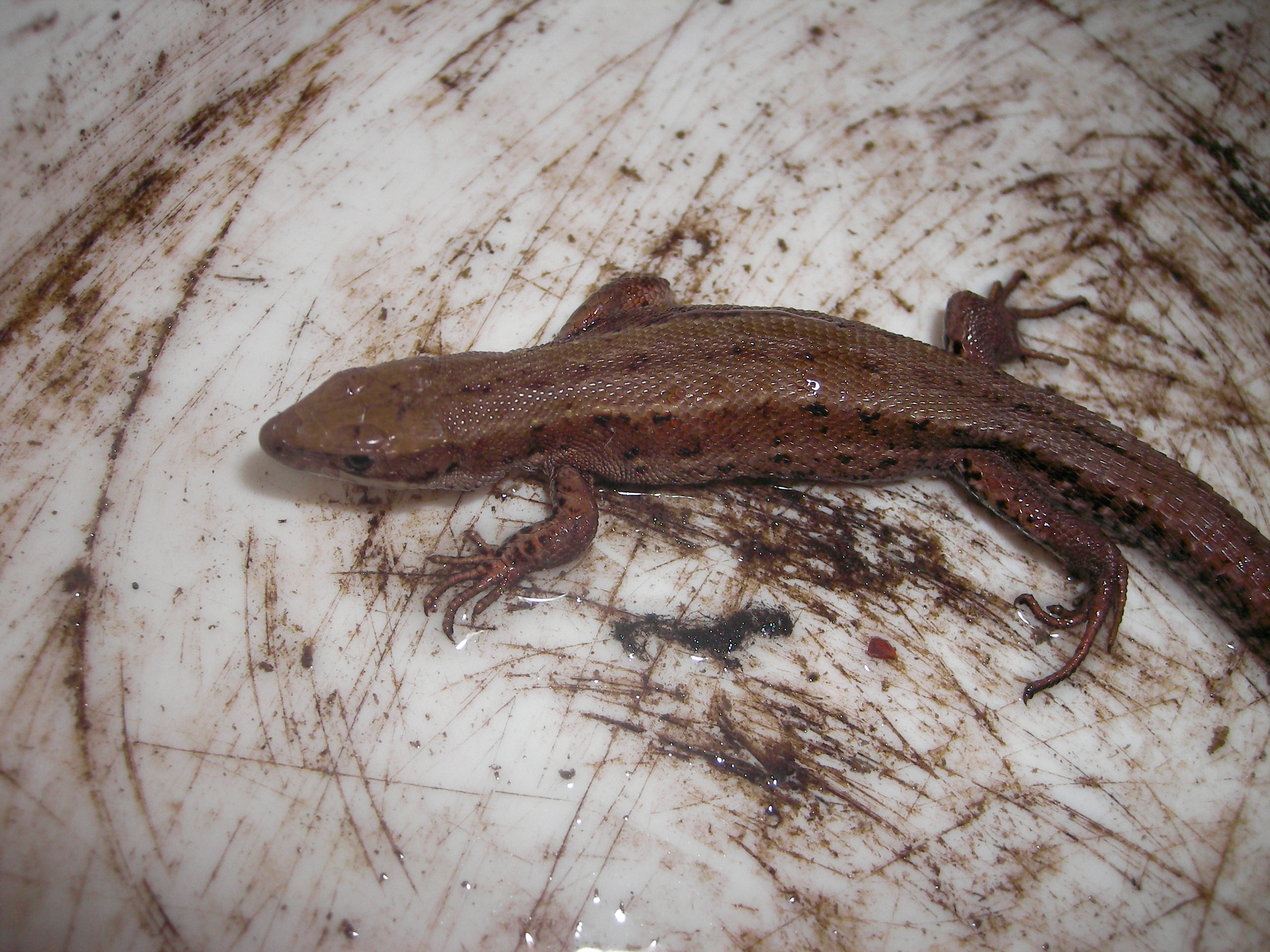
Живородящая ящерица